# Mi amigo Hugo
Mi Amigo Hugo é um documentário venezuelano feito para a televisão produzido pela rede de TV Telesur e dirigido pelo cineasta estadunidense Oliver Stone sobre o ex-presidente da Venezuela Hugo Chávez.

## Sinopse
Documentário dirigido pelo cineasta estadunidense Oliver Stone em homenagem ao falecido presidente da Venezuela, Hugo Chávez, de quem se tornou amigo próximo.